# Возлюбленная с каменным сердцем
«Возлюбленная с каменным сердцем» (хинди संगदिल सनम, Sangdil Sanam) — индийская мелодрама, снятая на языке хинди и вышедшая в прокат в Индии 16 декабря 1994 года.

## Сюжет
Кайлаш Нат (Алок Нат) работает менеджером в банке. Его лучший друг Шанкар Даял Хурана (Киран Кумар) тоже работает в банке и очень завидует Кайлашу. Во время помолвки сына Кайлаша Кишана и дочери Шанкара Санам, Шанкар грабит банк и обвиняет в этом своего друга. Кайлаша сажают в тюрьму, а его жена и сын уезжают из города в деревню. Когда Кишан (Салман Хан) повзрослел, мать напоминает ему о помолвке с Санам (Маниша Коирала). Он возвращается в город и видит свою невесту совсем другой. Её отец, разбогатев, превратился в высокомерного и злобного гордеца. А Санам даже слышать не хочет о своем женихе. Кишан собирается вернуться назад в деревню, но друзья убеждают его не сдаваться. Через некоторое время выходит из тюрьмы Кайлаш и узнает, кто на самом деле ограбил банк. Он решает отомстить своему бывшему другу. Начинается борьба между Кишаном, Санам и их отцами.